# Big E
Ettore Ewen (Tampa (Florida), 1 maart 1986), beter bekend als Big E Langston of kortweg Big E, is een Amerikaans professioneel worstelaar en voormalig powerlifter, die sinds 2009 actief is in de World Wrestling Entertainment.
Big E is lid van de worstelgroep The New Day, met Kofi Kingston en Xavier Woods.
Big E is een voormalig WWE Intercontinental Champion en 5-voudig WWE Tag Team Champion met "The New Day". Big E was de tweede NXT Champion sinds de naamsverandering van het opleidingsprogramma Florida Championship Wrestling naar het huidige NXT. Big E is met "The New Day" recordhouder wat betreft meeste onafgebroken dagen als WWE Tag Team Champions, met name 483 dagen in hun tweede regeerperiode.

## Powerlifting
Een toen 24-jarige Ewen nam op 11 juli 2010 deel aan een "U.S.A. Powerlifting" (USAPL)-toernooi dat plaatsvond aan de Nova Southeastern University in Davie (Florida). Hij bereikte niet alleen de top van het zwaargewicht, maar brak ook alle records (4) van de staat Florida.
Een jaar later won hij USAPL Raw Nationals 2011 in Scranton (Pennsylvania). Ewen nam deel in de super-zwaargewichtsklasse en brak opnieuw records waaronder in de deadlift (362,5 kg).

### Persoonlijke records
- Squat - 322,5 kg ruw
- Bankdrukken - 240 kg ruw
- Deadlift - 362,5 kg ruw
- Powerlifting Totaal - 925 kg (322,5-240-362,5) ruw

## Professionele worstelcarrière (2009-)

### World Wrestling Entertainment / WWE (2009–heden)

#### Florida Championship Wrestling/NXT (2009–2013)
In 2009 tekende Ewen een opleidingscontract bij World Wrestling Entertainment en werd onder de ringnaam "Big E Langston" doorverwezen naar hun opleidingscentrum Florida Championship Wrestling (FCW). Op 17 december 2009 maakte Langston zijn debuut en worstelde samen met Justin Gabriel, Skip Sheffield en Thaddeus Bullard. Het kwartet versloeg Dawson Alexander, Donny Marlow, Jimmy Uso en Lennox McEnroe. 
Langston en Calvin Raines versloegen op 12 mei 2011 het tag team Richie Steamboat en Seth Rollins voor het FCW Florida Tag Team Championship. Het duo moest de titels doorgeven aan C.J. Parker en Donny Marlow. In februari 2012 nam Langston deel aan een "battle royal" (jargon: eliminatiewedstrijd) voor een kans op het FCW Florida Heavyweight Championship, maar Rollins ging met de overwinning aan de haal. In april 2012 versloeg hij Antonio Cesaro bij het evenement WrestleMania Axxess.

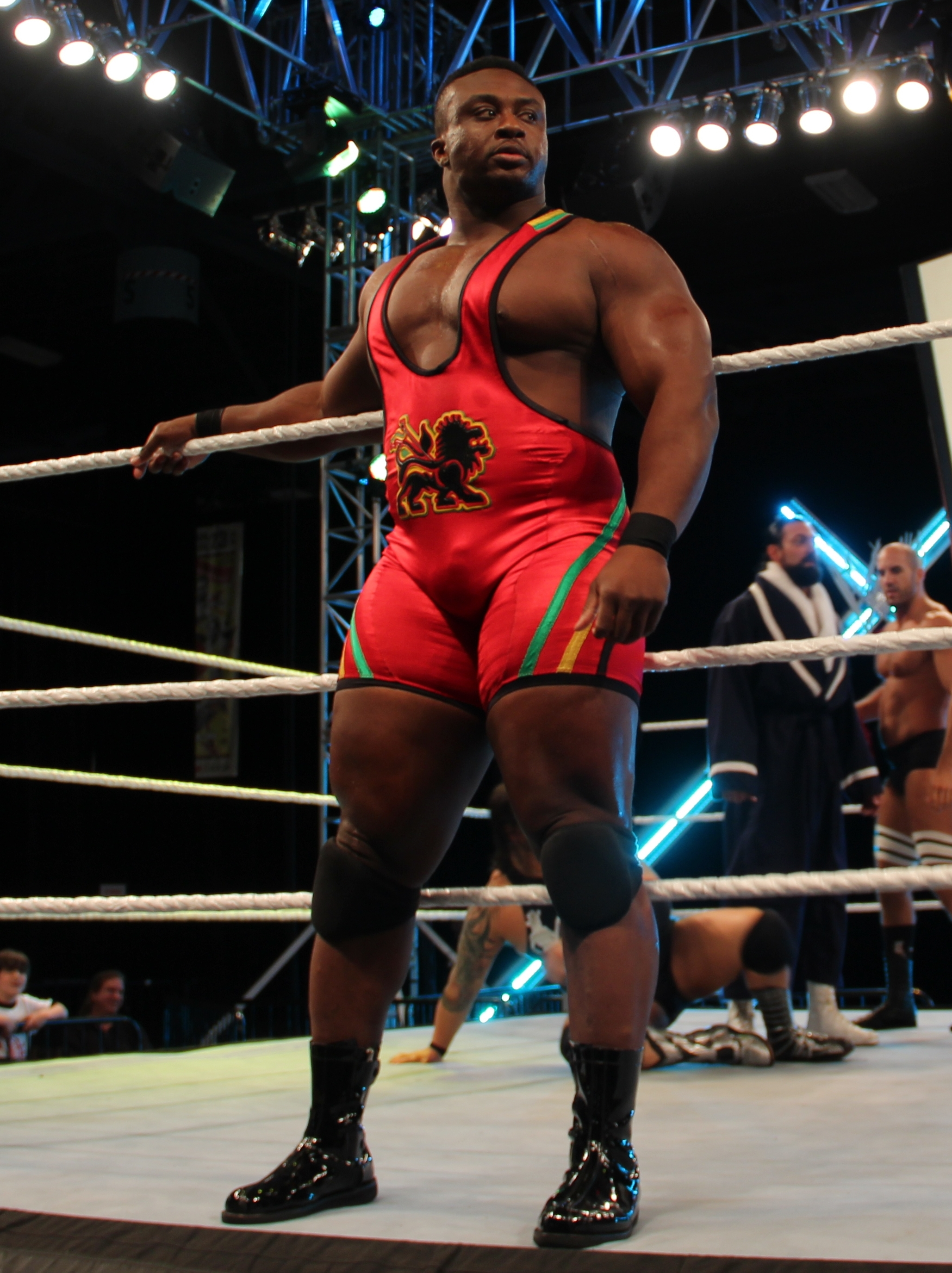
Big E Langston in 2012

Ewen debuteerde op 1 augustus 2012 als "Big E Langston" in een aflevering van de nieuwe show WWE NXT en versloeg Adam Mercer. Tijdens opnames van NXT op 6 december 2012 versloeg hij Seth Rollins voor het NXT Championship. Langston was de tweede NXT Champion in de geschiedenis. De aflevering werd uitgezonden op 9 januari 2013. Hij moest de titel op 23 mei 2013 afstaan aan Bo Dallas.

#### WWE Intercontinental Championship (2012-2014)
Tijdens een aflevering van Monday Night Raw van 17 december 2012 maakte Ewen zijn grote televisiedebuut als "Big E Langston", toen hij John Cena aanviel in diens confrontatie met Dolph Ziggler. Langston vormde een alliantie met AJ Lee en haar (kayfabe) levenspartner Ziggler - met wie ze Cena bedroog - en collaboreerde met hen tegen Cena. Langston speelde tevens een verhaallijn naast The Shield, toen deze groep betrokken was geraakt bij de verhaallijn tussen CM Punk en Dwayne "The Rock" Johnson. 
Langston worstelde als partner van The Usos (Jimmy & Jey Uso) vaak tegen "The Shield" in afleveringen van het programma Friday Night SmackDown!, maar moest steeds de duimen leggen. Tijdens een aflevering van Raw op 18 november 2013 versloeg hij Curtis Axel en veroverde het WWE Intercontinental Championship, zijn eerste gerenommeerde kampioenschap als lid van de federatie. In februari 2014 werd zijn ringnaam ingekort naar "Big E". Hij moest het WWE Intercontinental Championship afstaan aan Bad News Barrett bij het evenement Extreme Rules. 
Big E daagde vervolgens Rusev uit, maar verloor achtereenvolgens van Rusev bij de evenementen Payback en Money in the Bank. Big E slaagde er niet in het WWE Intercontinental Championship te winnen via een "battle royal" bij het evenement Battleground. Big E werd geëlimineerd door Cesaro. Uiteindelijk was The Miz de winnaar. Vanaf het moment dat Big E (nadat hij zelf werd geëlimineerd) Kofi Kingston verrassend behoedde voor eliminatie - hij ving Kingston op en droeg hem op de schouders, waarna hij hem weer in de ring plaatste -, werkten de twee samen als tag team (NB: een worstelaar mag in een "battle royal" met de voeten de grond naast de ring niet raken).

#### The New Day (2014-)
Awwww, ... [stad waar ze zich bevinden] ...! Don’t you dare be sour! Clap for your world-famous, five-time champs, and feeeeel... the powaaaaaah! It's a new day, yes, it is!
— Big E's catchphrase die weerklinkt in het stadion vlak voor de entree van "The New Day" naar de ring

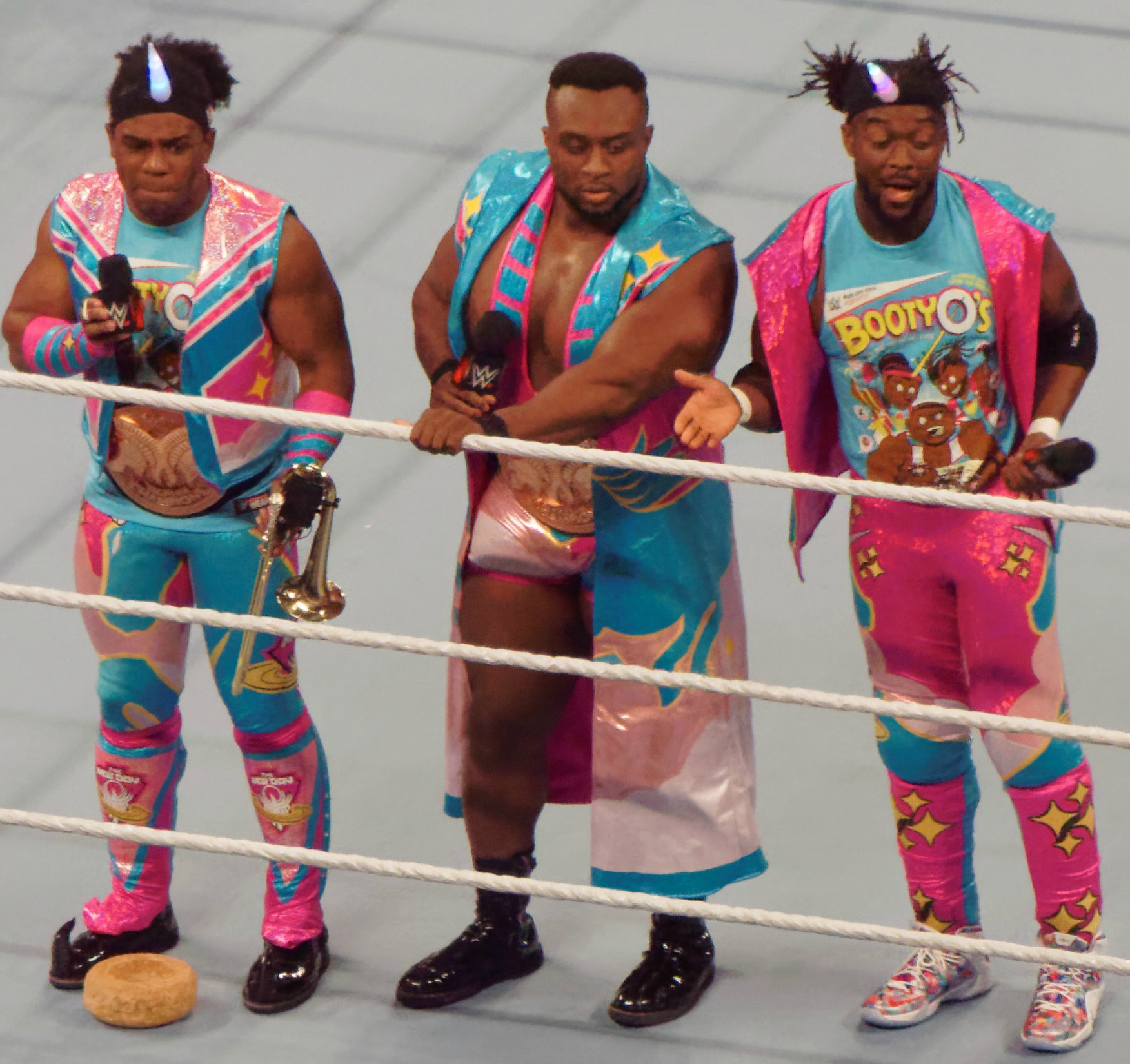
Big E in april 2016, met Xavier Woods (links) en Kofi Kingston als "The New Day"

Tijdens een aflevering van Monday Night Raw op 21 juli 2014, nadat Big E en Kofi Kingston opnieuw een wedstrijd verloren als tag team, confronteerde Xavier Woods het duo en verklaarde dat het "niet zo verder kon". Woods claimde dat "hun tijd" was aangebroken. Big E en Kingston accepteerden het aanbod van Woods en met dank aan Woods versloegen ze een dag later Heath Slater en Titus O'Neil. Woods' plan werd echter in stilte opgeborgen door de federatie, aangezien Big E en Kingston hun solocarrière verderzetten. 
Hoewel ze meteen uit elkaar gingen op televisie, onderhielden Big E, Kingston en Woods nog steeds een bondgenootschap bij live-evenementen (jargon: house shows). Vanaf de aflevering van Raw op 3 november 2014 begon de WWE met het uitzenden van promotionele filmpjes van Big E, Kingston en Woods. Het trio werd aangekondigd als "The New Day". Big E, Kingston en Woods versloegen Goldust en Cody Rhodes in het voorprogramma van het evenement Tables, Ladders and Chairs. Big E en Kingston veroverden het WWE Tag Team Championship namens "The New Day" met een overwinning tegen Tyson Kidd en Cesaro bij het evenement Extreme Rules in april 2015. 
"The New Day" verdedigde de titel gebruikmakend van de Freebird-regel, die stelt dat twee groepsleden van een riante worstelgroep een titelriem mogen dragen. Big E en Kingston worstelden aanvankelijk een meerderheid van hun wedstrijden, terwijl Woods dienstdeed als hun aanmoediging. Later worstelde Woods meer en meer wedstrijden. "The New Day" verdedigde met succes de titels in de allereerste tag team Elimination Chamber match - vreemd genoeg voltallig en dus tegen teams die bestonden uit twee worstelaars. Big E en Kingston verloren de titelriemen aan The Prime Time Players (Titus O'Neil & Darren Young) bij het evenement Money in the Bank in juni 2015, maar heroverden het kampioenschap twee maanden later bij het evenement SummerSlam. Big E werd op 5 oktober 2015 verslagen door John Cena na diens zogeheten "Open Challenge" voor het WWE United States Championship. Big E en Kingston versloegen The Dudley Boyz (Bubba Ray & D-Von Dudley) bij het evenement Hell in a Cell in oktober 2015, waardoor ze de titels konden behouden. 
In het voorjaar van 2016 versloeg "The New Day" een team bestaande uit Alberto Del Rio, Sheamus, Wade Barrett en Rusev - beter bekend als "The League of Nations" - bij het evenement Fastlane. Voorts nam "The New Day" het dat jaar meerdere keren op tegen Luke Gallows & Karl Anderson, The Shield (Roman Reigns & Seth Rollins) en Chris Jericho & Kevin Owens. Ze wisten al deze tegenstanders over de knie te leggen. "The New Day" verbrak het record van meeste dagen als WWE Tag Team Champions in een regeerperiode, een record op naam van Paul London en Brian Kendrick. "The New Day" was 332 dagen kampioen op 22 juli 2016. Uiteindelijk verloren Big E en Kingston het kampioenschap na 483 dagen aan Cesaro en Sheamus bij het evenement Roadblock: End of the Line in december 2016. Tijdens de Royal Rumble van 2017 werd Big E geëlimineerd door Cesaro en Sheamus. 
"The New Day" (Kingston en Woods) veroverde het WWE SmackDown Tag Team Championship van The Usos (Jimmy & Jey Uso) bij het evenement Battleground in juni 2017, maar verspeelde het kampioenschap reeds een maand later bij het evenement SummerSlam. Big E en Woods probeerden het WWE SmackDown Tag Team Championship in oktober te heroveren in een Hell in a Cell match bij het gelijknamig evenement, maar werden verslagen door "The Usos". Een voltallige "The New Day" werd verslagen door "The Shield" (Dean Ambrose, Roman Reigns & Seth Rollins) bij het evenement Survivor Series. Big E nam in januari 2018 deel aan de Royal Rumble, maar werd geëlimineerd door Jinder Mahal. Shinsuke Nakamura was uiteindelijk de winnaar. Een confrontatie tussen "The New Day" en "The Usos" eindigde onbeslist nadat "The Bludgeon Brothers" (Luke Harper & Erick Rowan) zich roerden. "The New Day" (Big E en Kingston) werd evenals "The Usos" verslagen door "The Bludgeon Brothers" voor het WWE SmackDown Tag Team Championship, wat gebeurde bij het evenement WrestleMania 34 in april 2018.
Vanaf het voorjaar van 2019 steunde hij Kingston in diens queeste naar het winnen van het WWE Championship, het hoogst aangeschreven kampioenschap in de federatie. Het trio was van mening dat Kingston een titelkans verdiende na 11 jaar dienst. Vince McMahon, voorzitter van en tv-figuur in WWE, deelde echter hun mening niet. Big E zorgde er - na enkele "onrechtvaardige" tussenkomsten van Vince McMahon - samen met Woods voor dat Kingston de kans kreeg om titelhouder Daniel Bryan uit te dagen bij het evenement WrestleMania 35, waar Kingston het kampioenschap voor het eerst in zijn carrière op zijn naam schreef. Kingston was de allereerste Afro-Amerikaanse wereldkampioen in de geschiedenis.

## In het worstelen
- Finishers
  - Big Ending

- Signature moves
  - Running body block
  - Belly to Belly
  - Big Splash

- Opkomstnummers
  - "I Can't Keep Still" van KPM Music (FCW/WWE; augustus 2012–heden)

## Prestaties
- Florida Championship Wrestling
  - FCW Florida Tag Team Championship (1 keer; met Calvin Raines)

- NXT Wrestling
  - NXT Championship (1 keer)

- WWE
  - WWE Intercontinental Championship (1 keer)
  - WWE Tag Team Championship (2 keer met Kofi Kingston en Xavier Woods)
  - WWE SmackDown Tag Team Championship (6 keer met Kofi Kingston en Xavier Woods)

- Pro Wrestling Illustrated
  - PWI Tag Team of the Year (2015, 2016) - met Kofi Kingston en Xavier Woods
  - PWI 500 - 24e in 2014

- Wrestling Observer Newsletter
  - Best Gimmick (2015) - met The New Day

## Filmografie
In 2025 sprak Ettore Ewen de stem in van Henry Camp / Bulldozer voor de Disney+ animatieserie Your Friendly Neighborhood Spider-Man wat zich afspeelt binnen het Marvel Cinematic Universe van Marvel Studios.